# 許立明
許立明（1969年1月17日—），臺灣政治人物，生於雲林縣麥寮鄉，現任新境界文教基金會董事，曾任民主進步黨秘書長、高雄市副市長、代理市長、新境界文教基金會執行長。

## 個人背景

### 家庭
姐姐許淑芬，曾任臺南市政府新聞及國際關係處處長、民進黨中國事務部主任、政策會副執行長、前行政院長謝長廷政策秘書等職務。

## 早期經歷
從大學時期就參與野百合學運與黨政活動，畢業後歷任行政院新聞局局長室秘書、行政院勞委會主委辦公室主任、中華電信董事長賀陳旦特助、高雄市政府新聞處處長、研究發展考核委員會主任委員、副市長等職務。
許立明與陳菊結緣長達20年，曾出任其勞委會主委辦公室主任以及高雄市政府副市長，並因肩負市府跨局處協調溝通的角色而被稱為“市政大管家”，與前後任高雄副市長劉世芳、史哲等人合作無間。

## 代理高雄市長

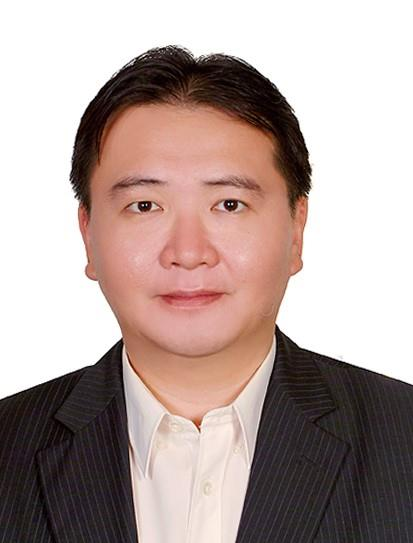
許立明代理市長肖像

2018年4月14日，由於原高雄市市長陳菊將在同年4月23日升任總統府秘書長，行政院核定由許立明接替陳菊擔任代理高雄市市長，任期至2018年中華民國直轄市長及縣市長選舉選出新任市長為止。當日受訪時他表示，希望市民支持他，支持他不是指挺他的個人榮辱，而是剩下的7、8個月，還是市長陳菊的任期，他希望市長率領的團隊歷經12年的辛苦打拚後，能畫下完美的句點。而陳菊也力挺許立明，認為他對高雄市政非常熟悉，也了解有多少建設必須在年底如期如質完工。2018年4月23日，許立明正式接任高雄市代理市長，再次強調與陳菊市府無縫對軌

### 任內政策
許立明在接任代理市長時，便宣誓任內延續前市長陳菊政策。就任後進行多項人士調動，他認為，新任首長都在高雄市服務多年，學歷經歷都很好，也熟悉團隊施政價值。並期許新團隊能無縫接軌，穩健推動市政，在任期內完成對市民的承諾。
在他任內，多項大型公共工程如衛武營國家藝術文化中心、高雄鐵路地下化、登山街60巷歷史場域等先後落成啟用。

### 任內爭議

#### 停班停課爭議
2018年8月28日，受到低壓帶及西南氣流的影響，高雄市暴雨不斷，高雄市政府在早上6點12分宣布停班停課，引起不少民眾抱怨太晚宣布。對此許立明當天主持災情會議時向市民致歉，表示由於雨量超過預期，雨勢來的極快，雖已立即實施淹水管制，但由於接近上班時間，才臨時宣布停班停課。

#### 白玉苦瓜說
2018年11月8日，參選2018高雄市市長選舉的國民黨籍候選人韓國瑜在旗山美濃的造勢大會上稱，若當選市長，“一定協助美濃行銷最棒的茄子、敏豆、「白玉苦瓜」跟各種農產”。時任高雄市代理市長的許立明當晚在臉書發文，質疑「白玉苦瓜是瞎密？」，批評韓國瑜不了解高雄。
雖然“白玉蘿蔔”才是美濃特產之一，但白玉苦瓜其實在高雄美濃、杉林皆有種植。其中又以杉林種植面積為最大宗，在種植苦瓜的總面積約50公頃土地中，白玉苦瓜就佔了9成，隔日有大量網友在其貼文下留言，指責或聲援許立明的說法。

## 民進黨秘書長
2023年1月，民主進步黨主席賴清德宣布任命許立明為秘書長；2024年1月請辭獲准。

## 軼事
- 許立明身材高大，並酷愛運動，在受訪時表示每天騎腳踏車上下班[2]。
- 許立明愛貓，在受訪時表示，他深知貓的高傲不馴、喜怒不明難駕馭，並認為用這份縝密的心思洞悉市政，安然負起看守職責，絕對不是問題[2]。

## 外部連結
- 許立明的Facebook專頁

## 脚注
1. ↑  閩南語，意指“白玉苦瓜是什麽”